# Nexösandsten

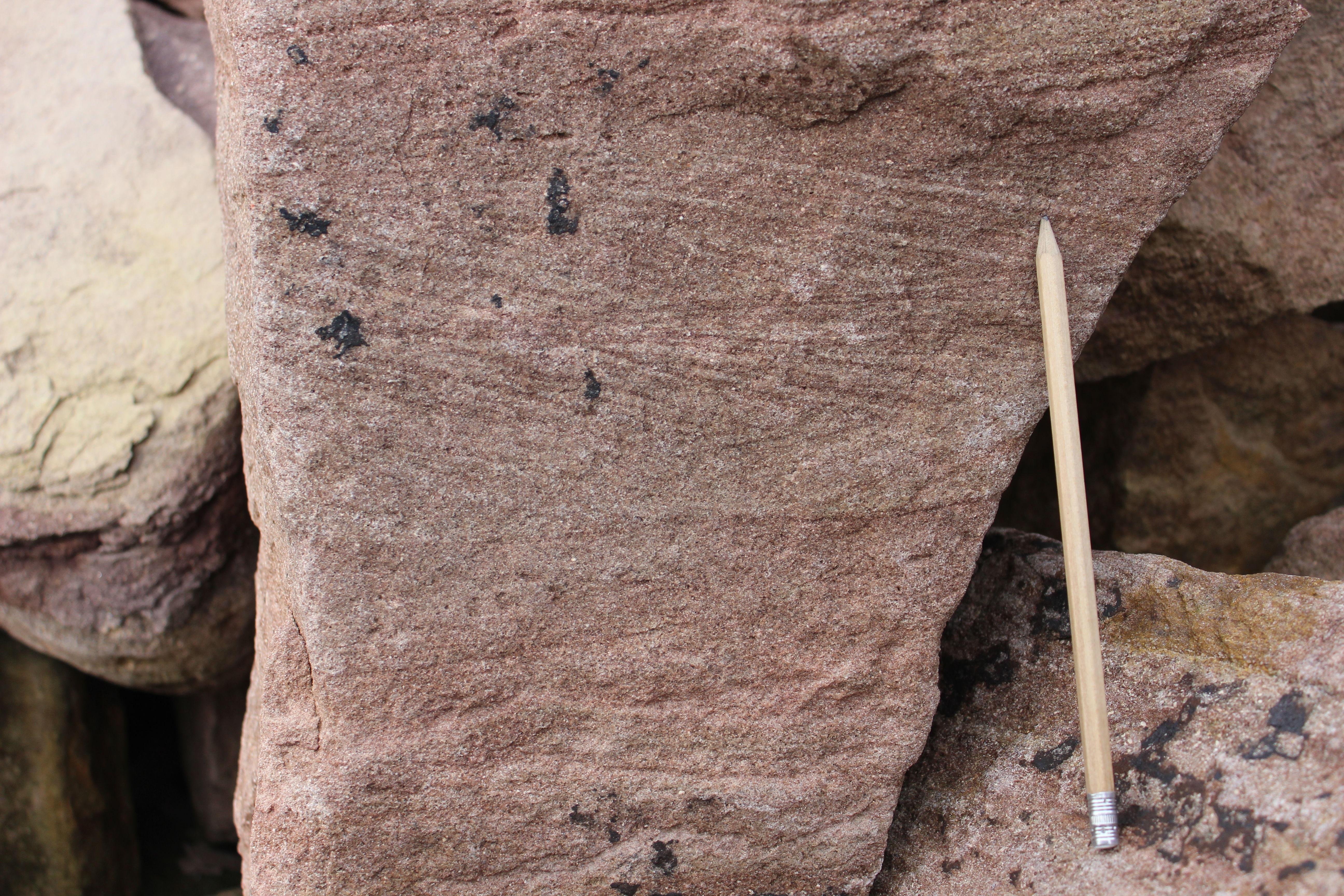
Nexøsandsten

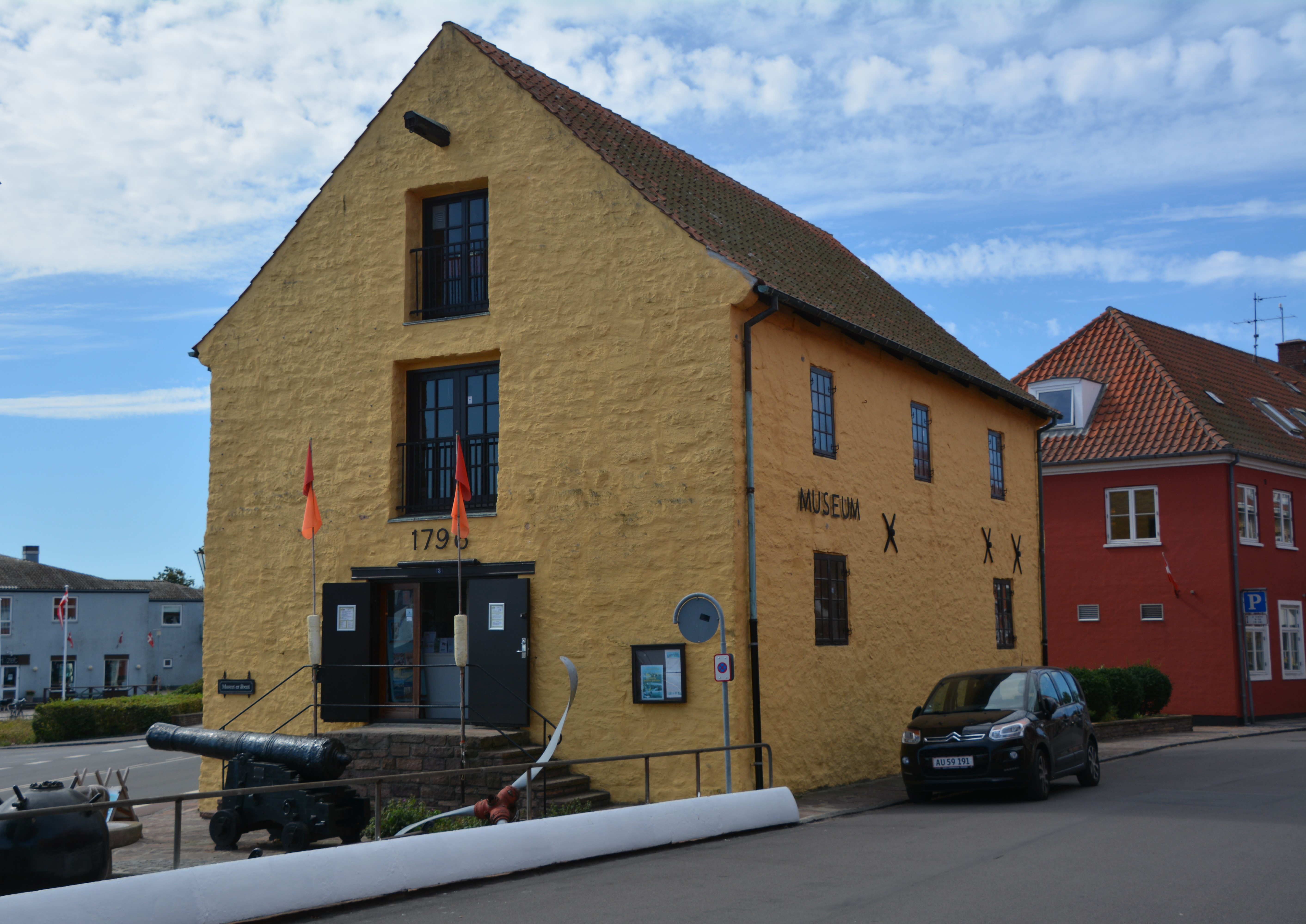
Nexø Museums byggnad är uppförd i nexøsandsten

Nexösandsten är en rödviolettaktig, fältspatsrik mellan- till grovkornig sandsten som förekommer på Bornholm. Den uppkom under tidig kambrium för omkring 540 miljoner år sedan och saknar fossiler. 
Sandstenen bildar ett mer än 110 meter tjockt lager. Färgen kommer från innehållet av kalifältspat och hematit.
Nexøsandsten har brutits i Frederiks stenbrott vid kusten omedelbart norr om Nexø sedan 1754.
Nexøsandsten bröts tidigare i Bodilsker Sandstensbrud, nära Sankt Bodils kyrka fyra kilometer väster om Nexø, vilket numera bildar en sjö. Den bryts idag i Gadeby stenbrott väster om Sankt Bodils kyrka.
Den 20 meter höga obelisken Frihedsstøtten på Vesterbrogade vid Københavns Hovedbanegård i Köpenhamn är huggen i nexøsandsten.

## Bildgalleri

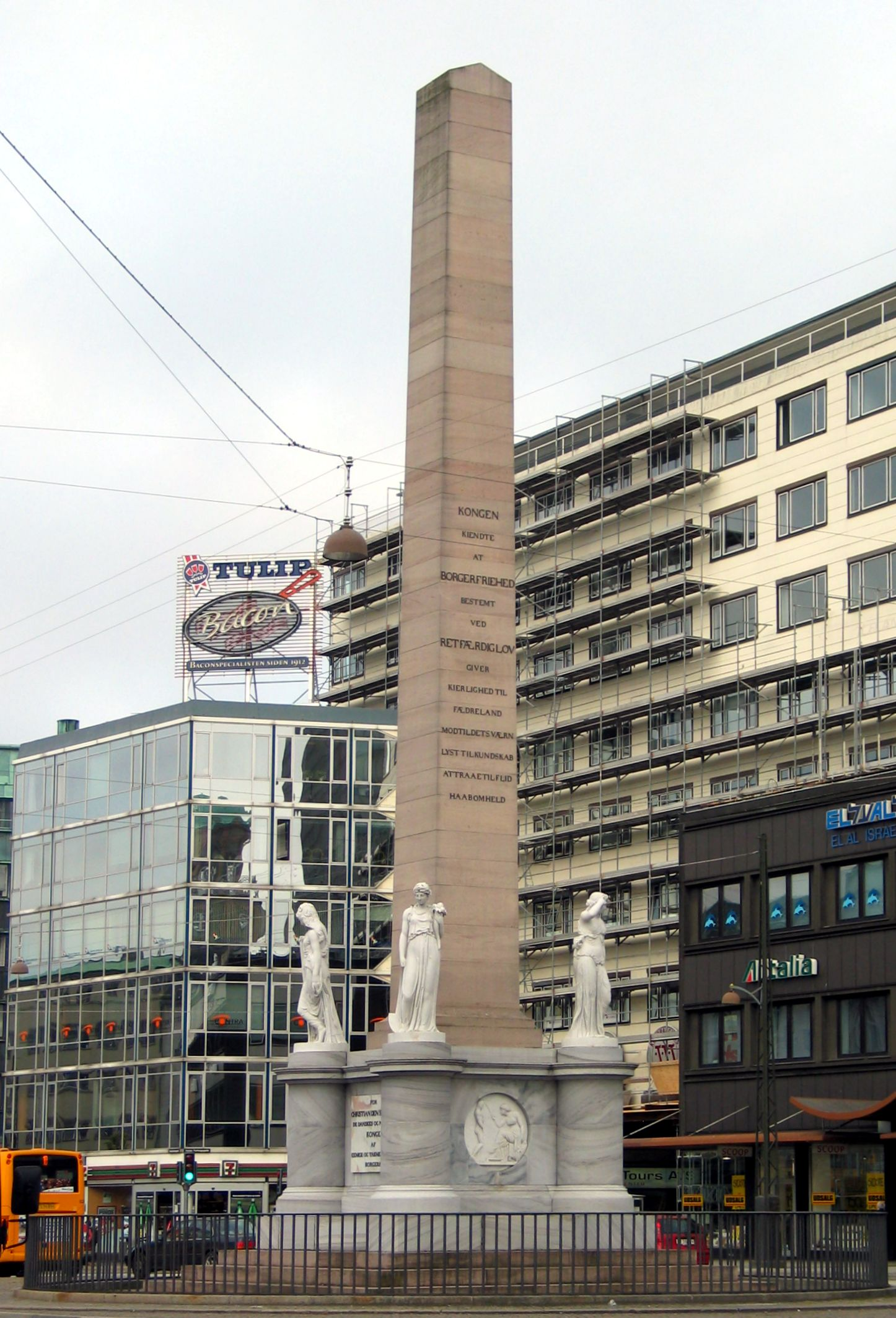
Frihedsstøtten i Köpenhamn
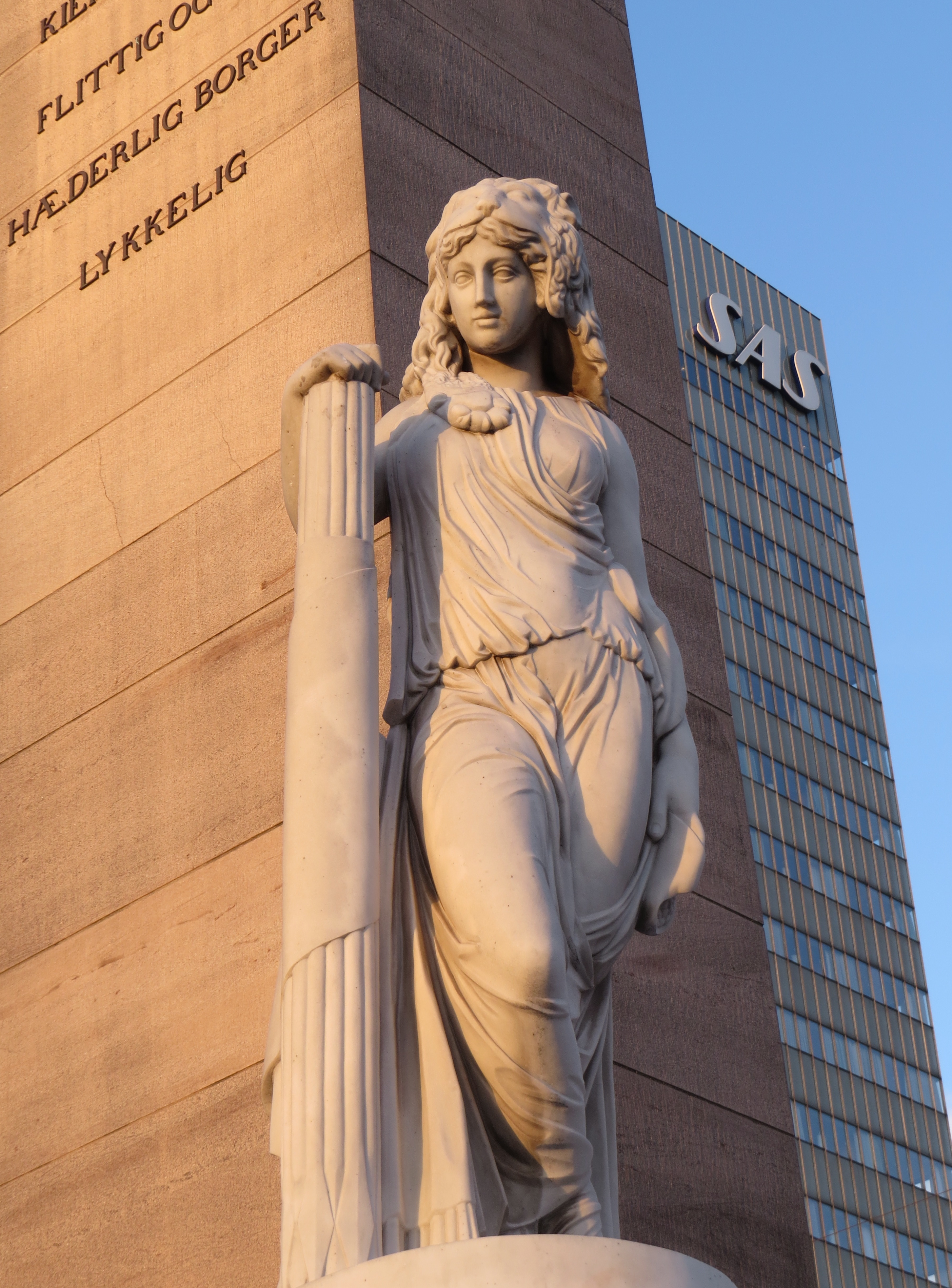
Detalj av Frihedsstøtten
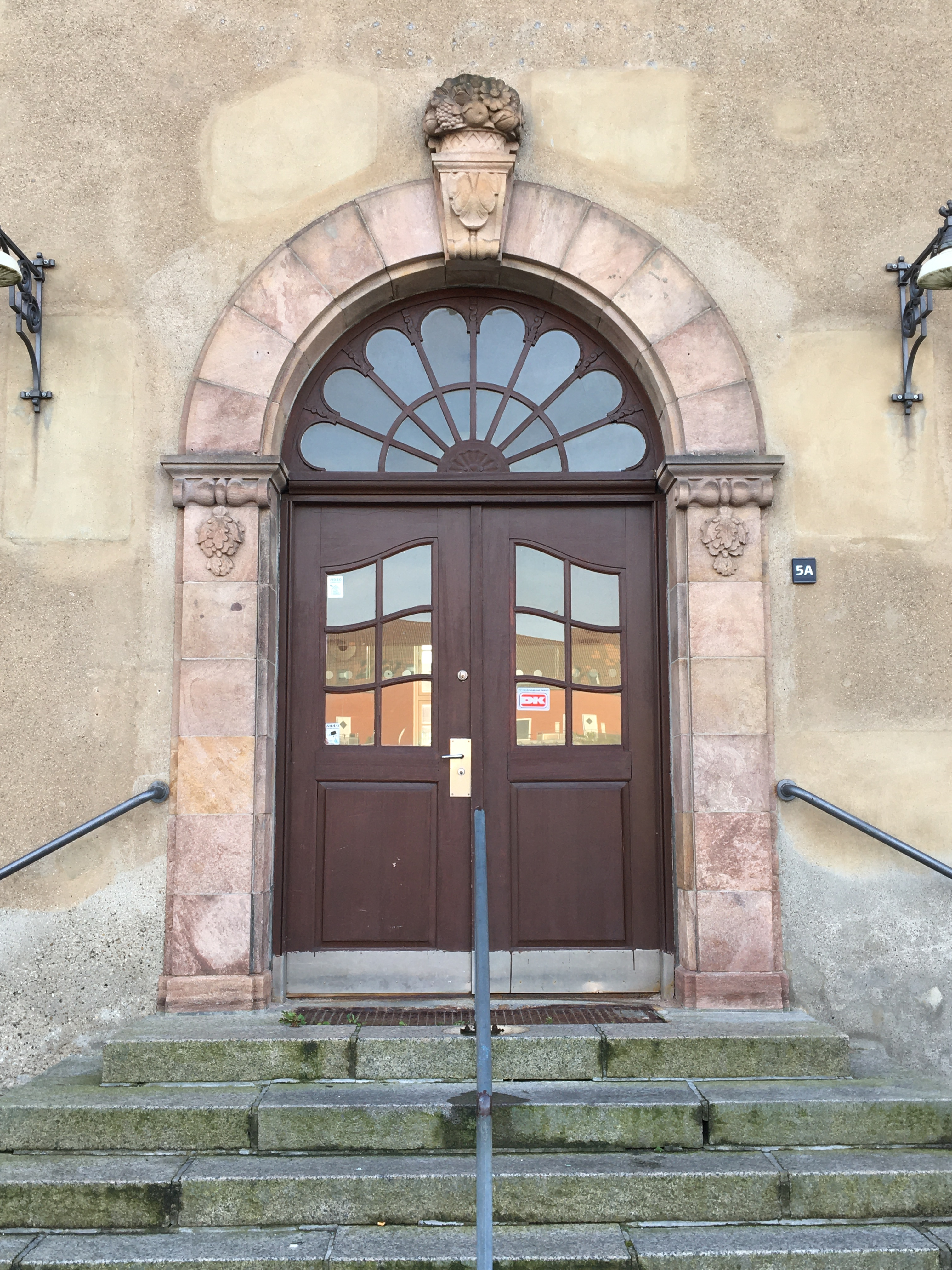
Ingång til Glostrup Station vid Köpenhamn